# フレッド・ハーヴィ・カンパニー

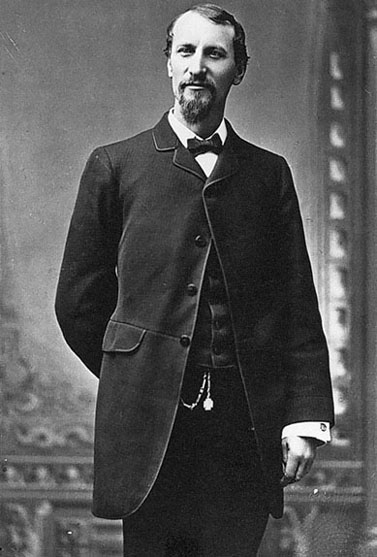
フレッド・ハーヴィ

フレッド・ハーヴィ・カンパニー（Fred Harvey Vompany）は、カンザス・パシフィック鉄道のウァレス駅（カンザス州）とヒューゴ駅（オクラホマ州）に1875年にオープンしたレストランに起因する。このカフェはフレッド・ハーヴィにより運営されたが1年後には別の経営者に引き継がれた。ハーヴィは、この事業により、ハイ・クオリティの食事を駅で提供するという新しいビジネスに目を付けるが、彼の雇い主だったシカゴ・バーリントン・アンド・クインシー鉄道は彼の意見を聞き入れなかった。、しかしアッチソン・トピカ・アンド・サンタフェ鉄道がこのビジネスに興味を持ち、駅に付随する形でレストランをオープンしていく。そして、その後これがレストラン・チェーンの原型となっていく。ハーヴィは食堂車も考えだし、鉄道車内で食事を提供し成功した。

## ハーヴィ・ガールズ
1883年、ハーヴィは容姿の美しい若い女性を雇用し、質の高いサービスを提供するという新しいビジネスを開始した。これにより駅に付随するハーヴィのレストランは大人気となり、高所得の東海岸に住む人々が大陸横断鉄道で中西部を旅するという流行を作った。その後、ハーヴィの運営するレストランは、ハーヴィ・ハウスと呼ばれ、そこで働く女性はハーヴィ・ガールズと呼ばれるようになった。1946年、MGMは、ジュディ・ガーランド主演で『ハーヴェイ・ガールズ 』という映画を製作し映画はヒットした。

## 有名なハーヴィ・ハウス
- The Alvarado — アルバカーキ（ニューメキシコ州）; 1969年閉鎖。解体済。
- The Bisonte — Hutchinson（カンザス州）; 1946年閉鎖。
- The Casa del Desierto — バーストウ (カリフォルニア州); 1959年閉鎖。1999年再オープン。
- Castañeda — ラスベガス (ニューメキシコ州); 1948年閉鎖。
- El Garces — ニードルス (カリフォルニア州); 1958年閉鎖。レストア中 (2008)。
- El Navajo — ギャラップ (ニューメキシコ州); 1957年閉鎖。
- El Ortiz — ラミー (ニューメキシコ州); 1938年閉鎖。
- El Otero — La Junta（コロラド州）; 1948年閉鎖。
- エル・トバ（El Tovar） — グランド・キャニオン国立公園（アリゾナ州）; 現在も営業中。
- El Vaquero — ダッジ・シティ (カンザス州); 1948年閉鎖。
- The Havasu House — セリグマン (アリゾナ州); 1955年閉鎖。2008年解体。
- The Escalante — Ash Fork （アリゾナ州）; 1948年閉鎖。1970年代解体。
- The Fray Marcos — ウィリアムズ (アリゾナ州); レストアし、ホテルとして再オープン。
- La Fonda — サンタフェ (ニューメキシコ州); 現在も営業中。
- Las Chavez — Vaughn（ニューメキシコ州）; 1936年閉鎖。
- La Posada — ウィンズロー (アリゾナ州); 1957年閉鎖。; レストアし、ホテルとして再オープン。
- The Sequoyah — シラキュース (カンザス州); 1936年閉鎖。